# Апситис, Аугуст
А́угуст А́пситис (латыш. Augusts Apsītis; известен также как А́псесделс; 1880—1932) — латышский поэт и прозаик, фольклорист, переводчик. Революционер.

## Биография
Родился в семье сельского печника. В 1902 году окончил реальное училище в Вендене (Цесисе). Работал помощником управляющего имением.
Занимался революционной деятельностью. Был агитатором в Риге, Лиепае, Цесисе и Санкт-Петербурге. Участник революции 1905 года в Латвии. Несколько раз был арестован, приговорён к повешению. Смертный приговор был заменён на каторгу. Сослан в Сибирь.
Вернулся в Латвию только после Февральской революции в 1917 году. С 1920 года работал преподавателем Рижской высшей юридической школы. В 1922 году — библиотекарь в Латвийском культурном фонде. В конце жизни стал членом латышского неоязыческого движения «Диевтуриба».
Похоронен на кладбище Райниса в Риге.

## Творчество
Начал писать в 1899 году. Поэтический облик Апсесделса определился под влиянием десятилетней каторги. В тюрьме написана книга его стихов «Тяжёлые думы», где автор в результате переоценки собственных ценностей доходит до крайнего анархизма.
Автор сборников стихов «Во тьме и угаре» (1905), «Утро ещё далеко» (1905), «Я и моё» (1924) и др.
Кроме того, писал прозу, статьи по фольклору и этнографии, занимался художественным переводом.

## Избранные произведения
- «Tumsā un tvanos» (1905)
- «Tālu vēl rīts» (1905)
- «Gurstot» (1907)
- «Smagas domas» (1912)
- «Gar aizu malu» (1921)
- «Neatrastais Pats» (1925)